# Nivelă topografică

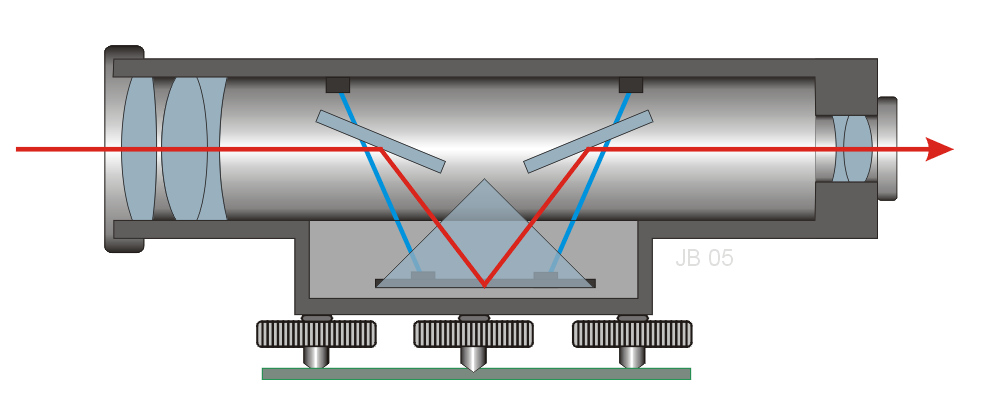
Schema de principiu a unei nivele topografice

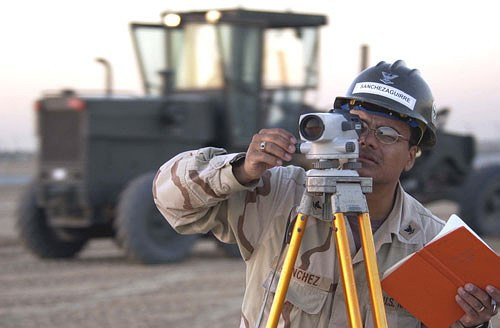
Topograf lucrând cu o nivelă

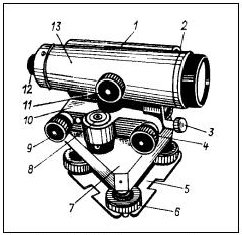
Părțile componente ale unei nivele:
1 corpul nivelei,
2 - nivelă torică cu bulă,
3 - șurub de mișcare orizontală,
4 - șurub de mișcare micrometrică pe orizontală,
5 - placă de tensiune,
6 - șuruburi de calare,
7 - ambază,
8 - nivelă sferică cu bulă
9 - șurub de orizontalizare a lunetei,
10 - șasiu,
11 - cremalieră de focalizare,
12 - ocular,
13 - lunetă.

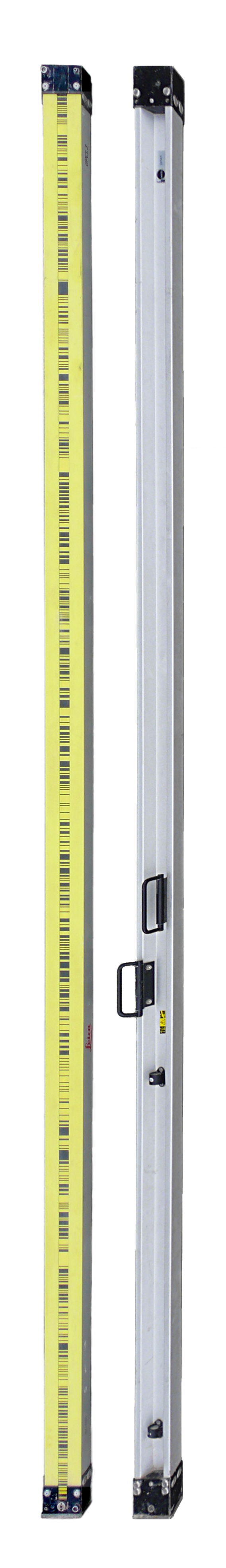
Miră de invar cu cod de bare

Nivela topografică numită și „nivelă optică” este un instrument optic sau electronic de mare precizie folosit la măsurarea directă, pe teren, a diferențelor de înălțime între două puncte prin citirea unei mire sau prin decodarea unui semnal reflectat de o baliză electronică, radio sau laser, folosit în efectuarea măsurătorilor topografice sau trasarea cotelor din planul topografic în teren.

## Descriere
Nivelele cu lunetă sunt instrumentele topografice sau geodezice propriu-zise care folosesc gravitația pentru realizarea unei vize orizontale, asigurând preciziile necesare pentru determinarea diferențelor de nivel. 
Ele sunt formate, în principiu, dintr-o lunetă, căreia îi este atașată o nivelă sau un sistem pendular. Luneta este prevăzută cu plan reticul, care conține și fire stadimetrice pentru măsurarea optică a distanței.
Nivelele au și cerc orizontal (limb), ceea ce permite folosirea lor, în anumite condiții,
și pentru efectuarea de ridicări în plan. Caracteristic nivelelor este că axa lunetei poate fi adusă în poziție orizontală, determinând, prin rotația lunetei în jurul unei axe verticale, un plan orizontal.

## Clasificare
După modul de realizare a vizelor orizontale, se disting următoarele trei grupe de instrumente de nivel:
- nivele clasice cu orizontalizare manuală, fără șurub de fină calare și cu șurub de fină calare;
- nivele moderne cu orizontalizare automată, ce se efectuează cu ajutorul unui compensator optic;
- nivele electronice digitale, care asigură automatizarea înregistrării citirilor pe miră și efectuarea observațiilor de nivelment.

a) Nivele clasice rigide cu orizontalizare manuală și cu șurub de fină calare
Instrumentele de nivel clasice rigide cu șurub de fină calare s-au conceput în diferite tipuri constructive, fiind realizate cu o serie de modernizări ale sistemului mecanic și, în special, ale sistemului optic. În schema de principiu se prezintă părțile constructive ale unei nivele.
Se precizează că aproape toate nivelele din această grupă sunt realizate cu cercuri orizontale gradate (400g) sau (360°). Cele patru axe ale unei nivele clasice, cu șurub de fină calare, trebuie să îndeplinească următoarele condiții:
- condiția de verticalitate: axa principală a instrumentului să fie verticală;
- condiția de perpendicularitate: directricea nivelei torice să fie perpendiculară pe axa principală;
- condiția de paralelism: axa de vizare a lunetei să fie paralelă cu directricea nivelei torice, iar axa nivelei sferice să fie paralelă cu axa principală.

b) Nivele moderne cu orizontalizare automată a axei de vizare
În vederea creșterii productivității ridicărilor de nivel s-au conceput și realizat instrumente de nivelment geometric fără nivelă torică de contact. La aceste instrumente se realizează orizontalizarea automată a axei de vizare cu ajutorul unui compensator, după ce în prealabil se efectuează o calare aproximativă cu nivela sferică și șuruburile de calare.
Din punct de vedere constructiv, se disting, trei categorii de compensatoare: cu pendul, cu nivelă și cu lichid. În funcție de precizia de măsurare a diferențelor de nivel, se consideră următoarele tipuri constructive:
- nivele automate cu compensatoare cu pendul, de precizie medie (≤± 6 mm/km);
- nivele automate cu compensatoare cu pendul, de precizie (≤± 2 mm/ km);
- Nivele automate cu compensatoare cu pendul, de înaltă precizie (≤± 0,5 mm/km).

c) Nivele electronice digitale
Pentru execuția rețelelor de nivelment geometric de înaltă precizie și a măsurării unor deformații ale diferitelor construcții, s-au realizat, o serie nouă de nivele digitale. În acest scop, s-a implementat în nivelă un detector electronic integrat, iar mira clasică de nivelment a fost înlocuită cu o miră, care poartă o riglă codificată. Din punct de vedere principial, valorile culese de pe rigla codificată sunt sesizate cu o precizie ridicată, analizate de un calculator integrat și apoi stocate într-o memorie internă. Se menționează, că prin utilizarea nivelelor digitale de diferite tipuri constructive: Zeiss, Wild, Leica și altele, se ating precizii cuprinse între ± 0,3 mm și ± 0,7 mm pe kilometru de nivelment dublu.
Aceste instrumente oferă un randament de lucru foarte ridicat pe teren datorită faptului că permit înregistrarea automată a citirilor și realizării unor controale și calcule intermediare pe teren cu posibilitatea înregistrării automate a tuturor măsurătorilor efectuate în memoria internă a aparatului sub formă unor linii de informații. Utilitatea nivelmetrelor electronice nu este diminuată de unele condiții restrictive legate de refracția atmosferică, vizibilitate insuficientă, acoperirea a minim 70 mm din stadie (măcar 30 de elemente de cod necesare procesării imaginii), evitarea unei zone
libere la capătul stadiei mai mari de 20%. Stadiile, cuplate cu nivelele numerice, sunt de o construcție specială: pe o față sunt gradate cu coduri de bare, iar pe cealaltă cu gradații obișnuite, centimetrice, fapt ce le sporește utilitatea, întrucât instrumentul poate fi folosit atât ca nivelă digitală, cât și ca nivelă compensatoare.